# Vladímir Beloús
Vladímir Grigórievitx Beloús (en rus: Влади́мир Григо́рьевич Белоу́с; nascut el 29 de juliol de 1993) és un jugador d'escacs rus, que té el títol de Gran Mestre des de 2013.
A la llista d'Elo de la FIDE del juliol de 2021, hi tenia un Elo de 2487 punts, cosa que en feia el jugador número 122 (en actiu) de Rússia, i el número 878 del rànquing mundial. El seu màxim Elo va ser de 2641 punts, a la llista de maig de 2014 (posició 295 al rànquing mundial).

## Resultats destacats en competició
El 2011 va guanyar l'Obert de Moscou. El 2012 fou subcampió empatat amb els mateixos punts que el campió Vladislav Artémiev del Campionat del Món de joves estrelles. L'abril de 2013 fou quart al Campionat de Rússia sub-21 (el campió fou Vladislav Artémiev).
El juny de 2016 fou campió de l'Obert de Chicago amb 7½ de 9 i per davant de vint Grans Mestres Internacionals, guanyant un premi de 10.000 dòlars.